# Franc Veliu
Franc Veliu (Vlorë, Comtat de Vlorë, Albània, 11 de novembre de 1988) és un futbolista d'Albània que juga de defensa al KS Flamurtari Vlorë de la Kategoria Superiore d'Albània des del 2006. Hi va haver un gran interès per molts equips britànics, entre ells Portsmouth, Aston Villa i Celtic.